# Didemnum obscurum
Didemnum obscurum är en sjöpungsart som beskrevs av Monniot 1969. Didemnum obscurum ingår i släktet Didemnum och familjen Didemnidae. Inga underarter finns listade i Catalogue of Life.